# Карстейрс
Карстейрс (англ. Carstairs) — містечко в Канаді, у провінції Альберта, у складі муніципального району Маунтін-В'ю.

## Населення
За даними перепису 2016 року, містечко нараховувало 4077 осіб, показавши зростання на 18,4%, порівняно з 2011-м роком. Середня густина населення становила 342,1 осіб/км².
З офіційних мов обидвома одночасно володіли 135 жителів, тільки англійською — 3 935. Усього 175 осіб вважали рідною мовою не одну з офіційних, з них 5 — українську.
Працездатне населення становило 2 135 осіб (68,3% усього населення), рівень безробіття — 9,4% (10,2% серед чоловіків та 7,9% серед жінок). 85,5% осіб були найманими працівниками, а 12,6% — самозайнятими.
Середній дохід на особу становив $52 012 (медіана $43 410), при цьому для чоловіків — $67 618, а для жінок $36 100 (медіани — $61 013 та $28 608 відповідно).
31,7% мешканців мали закінчену шкільну освіту, не мали закінченої шкільної освіти — 15,1%, 53,4% мали післяшкільну освіту, з яких 19,8% мали диплом бакалавра, або вищий.
| Статево-вікова структура населення | Статево-вікова структура населення | Статево-вікова структура населення | Статево-вікова структура населення | Статево-вікова структура населення |
| ---------------------------------- | ---------------------------------- | ---------------------------------- | ---------------------------------- | ---------------------------------- |
|                                    |                                    |                                    |                                    |                                    |
| Всього                             | Всього                             | 49,9%50,1%                         |                                    |                                    |
| 0 — 14 років                       | 0 — 14 років                       |                                    | 22,4%                              | 22,4%                              |
| 15 — 64 років                      | 15 — 64 років                      |                                    | 64,1%                              | 64,1%                              |
| 65 і більше                        | 65 і більше                        |                                    | 13,5%                              | 13,5%                              |
| 85 і більше                        | 85 і більше                        |                                    | 1%                                 | 1%                                 |
| Середній вік (років)               | Середній вік (років)               | 38,337,7                           | 38,0                               | 38,0                               |
| Медіана (років)                    | Медіана (років)                    | 38,437,8                           | 38,1                               | 38,1                               |
| — чоловіки — жінки                 |                                    |                                    |                                    |                                    |

| Походження мешканців:     | Походження мешканців:     | Походження мешканців: | Походження мешканців: | Походження мешканців: |
| ------------------------- | ------------------------- | --------------------- | --------------------- | --------------------- |
| Походження                |                           |                       | осіб                  | %                     |
| Корінні американці        | Корінні американці        |                       | 190                   | 4.66%                 |
| Інше північноамериканське | Інше північноамериканське |                       | 1 495                 | 36.67%                |
| Європейське               | Європейське               |                       | 3 205                 | 78.61%                |
| британське                | британське                |                       | 2 310                 | 56.66%                |
| французьке                | французьке                |                       | 530                   | 13%                   |
| українське                | українське                |                       | 330                   | 8.09%                 |
| Латинськоамериканське     | Латинськоамериканське     |                       | 10                    | 0.25%                 |
| Карибське                 | Карибське                 |                       | 15                    | 0.37%                 |
| Африканське               | Африканське               |                       | 30                    | 0.74%                 |
| Азійське                  | Азійське                  |                       | 125                   | 3.07%                 |
| Океанійське               | Океанійське               |                       | 30                    | 0.74%                 |

| Зайнятість населення за галузями (за класифікацією NOC): | Зайнятість населення за галузями (за класифікацією NOC): | Зайнятість населення за галузями (за класифікацією NOC): | Зайнятість населення за галузями (за класифікацією NOC): | Зайнятість населення за галузями (за класифікацією NOC): |
| -------------------------------------------------------- | -------------------------------------------------------- | -------------------------------------------------------- | -------------------------------------------------------- | -------------------------------------------------------- |
|                                                          |                                                          |                                                          |                                                          |                                                          |
| Управління                                               | Управління                                               |                                                          | 12,4%                                                    | 12,4%                                                    |
| Бізнес, фінанси та адміністрування                       | Бізнес, фінанси та адміністрування                       |                                                          | 15%                                                      | 15%                                                      |
| Природничі та прикладні науки                            | Природничі та прикладні науки                            |                                                          | 6,9%                                                     | 6,9%                                                     |
| Охорона здоров'я                                         | Охорона здоров'я                                         |                                                          | 5%                                                       | 5%                                                       |
| Освіта, правозахист, муніципальні та урядові служби      | Освіта, правозахист, муніципальні та урядові служби      |                                                          | 9,1%                                                     | 9,1%                                                     |
| Мистецтво, культура, відпочинок та спорт                 | Мистецтво, культура, відпочинок та спорт                 |                                                          | 1%                                                       | 1%                                                       |
| Роздрібна торгівля та послуги                            | Роздрібна торгівля та послуги                            |                                                          | 20%                                                      | 20%                                                      |
| Гуртова торгівля, транспорт та обладнання                | Гуртова торгівля, транспорт та обладнання                |                                                          | 23,9%                                                    | 23,9%                                                    |
| Природні ресурси, сільське господарство                  | Природні ресурси, сільське господарство                  |                                                          | 4,1%                                                     | 4,1%                                                     |
| Виробництво                                              | Виробництво                                              |                                                          | 2,6%                                                     | 2,6%                                                     |

## Клімат
Середня річна температура становить 3,2°C, середня максимальна – 21,4°C, а середня мінімальна – -17,8°C. Середня річна кількість опадів – 453 мм.
| Клімат поселення                              | Клімат поселення | Клімат поселення | Клімат поселення | Клімат поселення | Клімат поселення | Клімат поселення | Клімат поселення | Клімат поселення | Клімат поселення | Клімат поселення | Клімат поселення | Клімат поселення | Клімат поселення |
| Показник                                      | Січ.             | Лют.             | Бер.             | Квіт.            | Трав.            | Черв.            | Лип.             | Серп.            | Вер.             | Жовт.            | Лист.            | Груд.            |                  |
| Середній максимум, °C                         | −3,88            | −0,39            | 3,86             | 10,70            | 16,33            | 20,02            | 21,42            | 21,29            | 16,43            | 11,00            | 2,60             | −2,39            |                  |
| Середня температура, °C                       | −10,82           | −7,34            | −3,08            | 3,75             | 9,38             | 13,07            | 15,24            | 15,13            | 10,28            | 4,87             | −3,54            | −8,55            |                  |
| Середній мінімум, °C                          | −17,78           | −14,28           | −10,03           | −3,18            | 2,43             | 6,14             | 9,09             | 8,98             | 4,12             | −1,3             | −9,7             | −14,71           |                  |
| Норма опадів, мм                              | 15               | 12               | 19               | 25               | 57               | 86               | 76               | 62               | 53               | 18               | 16               | 14               |                  |
| Середньомісячна швидкість вітру, м/с          | 3.40             | 3.30             | 3.60             | 3.80             | 3.80             | 3.50             | 3.13             | 3.00             | 3.30             | 3.51             | 3.51             | 3.41             |                  |
| Середньомісячна сонячна радіація, кДж/м²·день | 3835             | 7383             | 12565            | 17192            | 20555            | 21827            | 22880            | 19348            | 13469            | 8081             | 4165             | 2993             |                  |
| --------------------------------------------- | ---------------- | ---------------- | ---------------- | ---------------- | ---------------- | ---------------- | ---------------- | ---------------- | ---------------- | ---------------- | ---------------- | ---------------- | ---------------- |
| Джерело:                                      |                  |                  |                  |                  |                  |                  |                  |                  |                  |                  |                  |                  |                  |

## Галерея

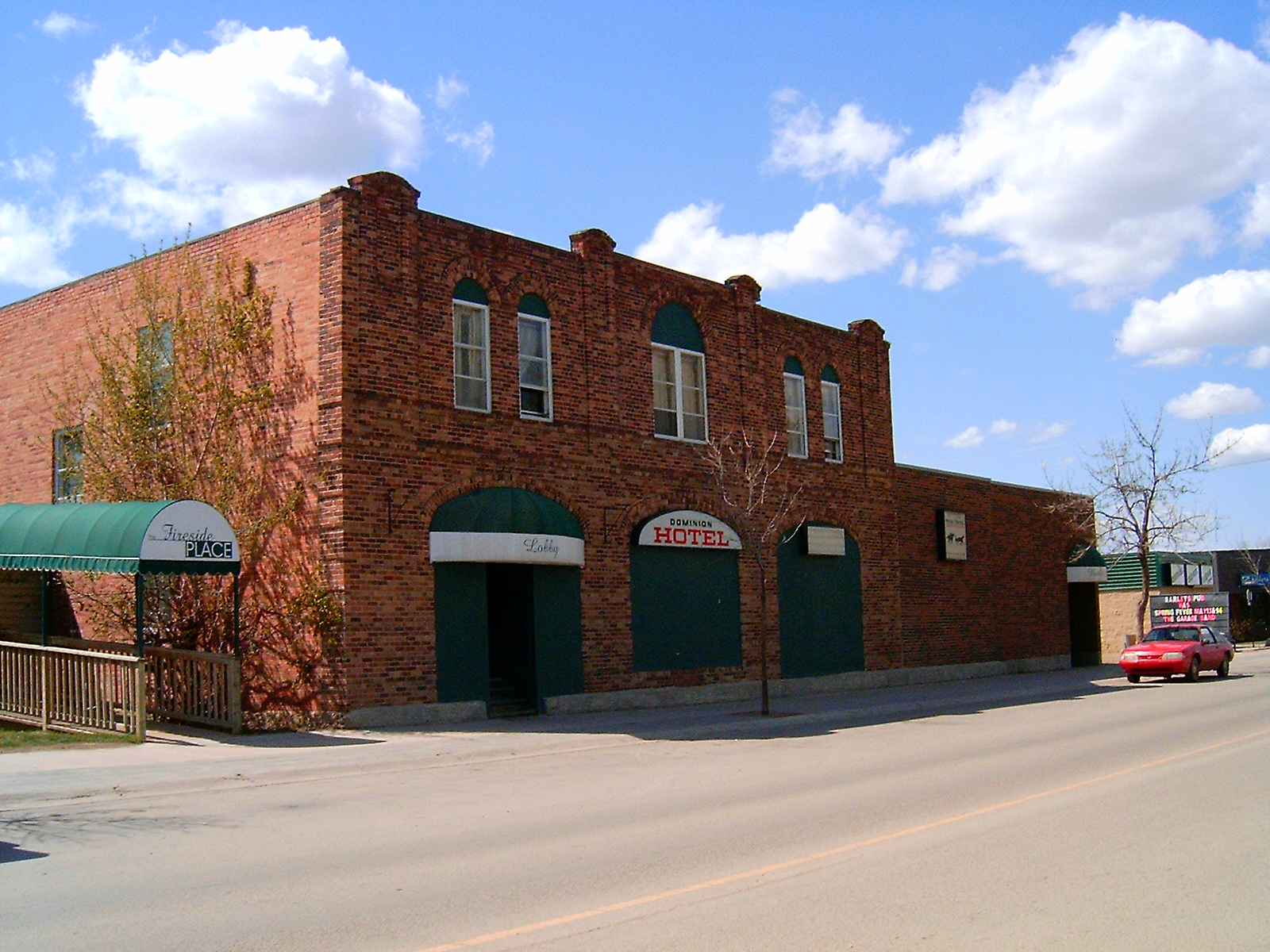
Готель «Олд Домініон»
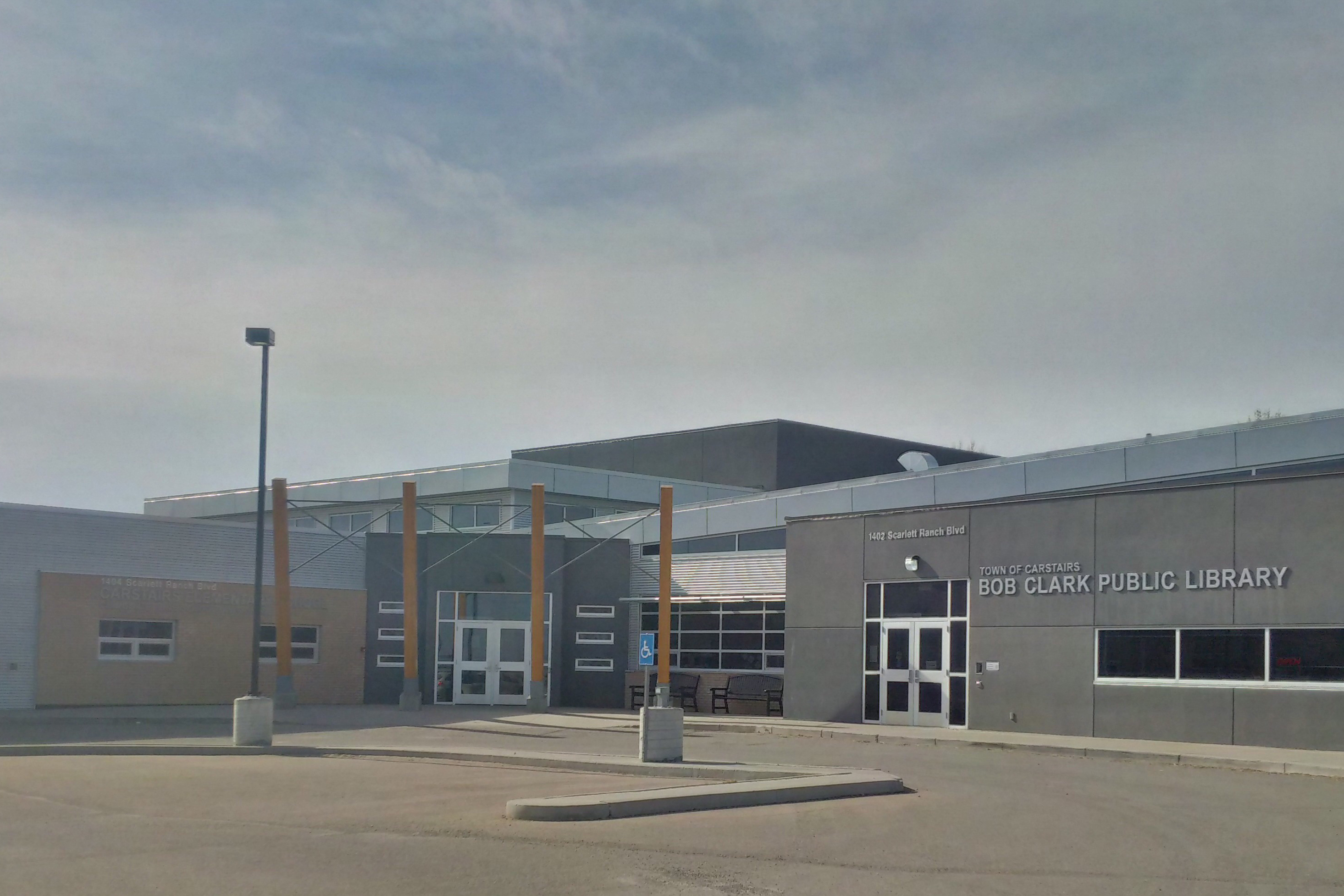
Публічна бібліотека Боба Кларка
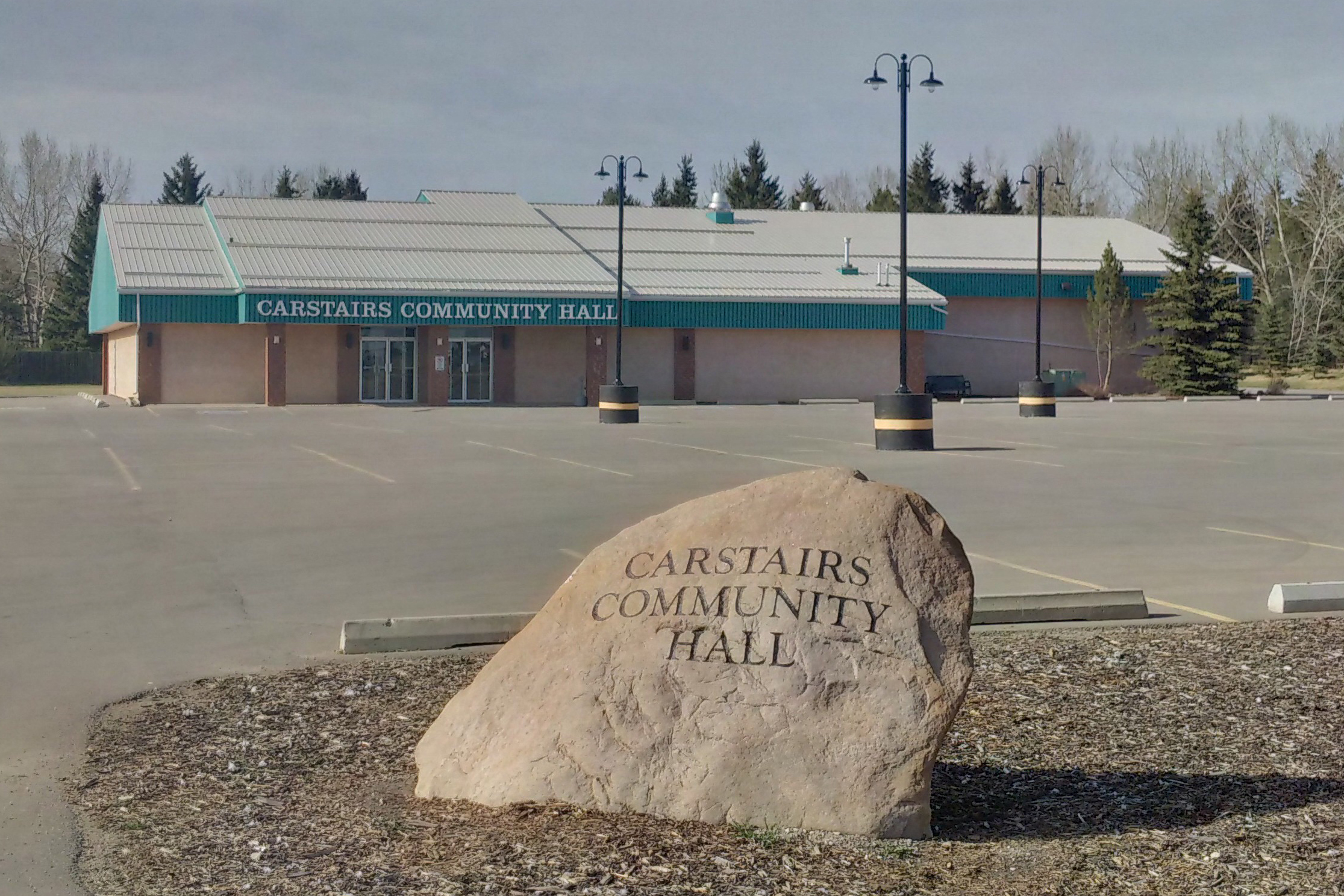
Громадський центр